# 布蘭迪懷恩鎮區 (印地安納州謝爾比縣)
布蘭迪懷恩鎮區（英語：Brandywine Township）是位於美國印地安納州謝爾比縣的一個行政鎮區。

## 地方資料
根據2010年美國人口普查的數據，布蘭迪懷恩鎮區的面積為57.80平方千米，當中陸地面積為57.50平方千米，而水域面積為0.30平方千米。當地共有人口2015人，而人口密度為每平方千米34.86人。